# Brîțke, Lîpoveț
Brîțke (în ucraineană Брицьке) este localitatea de reședință a comunei Brîțke din raionul Lîpoveț, regiunea Vinnița, Ucraina.

## Demografie
Componența lingvistică a localității Brîțke
     Ucraineană (97,46%)
     Rusă (2,54%)
Conform recensământului din 2001, majoritatea populației localității Brîțke era vorbitoare de ucraineană (97,46%), existând în minoritate și vorbitori de rusă (2,54%).